# 1987 في الصين
فيما يلي قوائم الأحداث التي وقعت خلال عام 1987 في الصين.

## سياسة

### تعيين في المنصب
- 2 نوفمبر – جيانغ زيمين عضو المكتب السياسي للحزب الشيوعي الصيني.

### انتهاء فترة المنصب
- 1 يناير – هو ياوبانغ الأمين العام للحزب الشيوعي الصيني.

## أفلام
من الأفلام التي صدرت هذه السنة في الصين:
- 29 أكتوبر – الإمبراطور الأخير من إخراج برناردو برتولوتشي.

## مواليد

### يناير
- 19 يناير – وانغ يونغبو لاعب كرة قدم صيني.
- 21 يناير – سان شنجنان لاعبة كرة مضرب صينية.

### فبراير
- 2 فبراير – فيكتوريا سونغ

### مارس
- 3 مارس – لي شانشان لاعبة كرة سلة صينية.
- 24 مارس – هاو جونمين لاعب كرة قدم صيني.
- 31 مارس – وانغ يوي لاعب شطرنج صيني.

### أبريل
- 10 أبريل – شين يانتشونغ لاعبة كرة مضرب صينية.
- 27 أبريل – وانغ فاي فاي

### مايو
- 12 مايو – لي واي سزي
- 12 مايو – ليو هونغ منافِسة أوليمبية صينية.

### يونيو
- 4 يونيو – يو هاي لاعب كرة قدم صيني.

### يوليو
- 15 يوليو – جي تشنغ دراج صيني.
- 15 يوليو – ريكس تسو ملاكم صيني.

### أغسطس
- 13 أغسطس – وانغ تشو متسابق دراجات نارية صيني.
- 24 أغسطس – غونغ ماوكسين لاعب كرة مضرب صيني.
- 25 أغسطس – ليو يي فاي ممثلة صينية.

### أكتوبر
- 27 أكتوبر – يي جيانليان لاعب كرة سلة صيني.

### نوفمبر
- 7 نوفمبر – يي لي لاعب كرة سلة صيني.
- 18 نوفمبر – تشانغ زاوكسو لاعب كرة سلة صيني.

### ديسمبر
- 12 ديسمبر – لاو ليشي غطاسة صينية.

## وفيات

### يوليو
- 25 يوليو – وان شون شنغ (مواليد 1908) عالم نبات صيني.

### أكتوبر
- 13 أكتوبر – والتر براتين (مواليد 1902) فيزيائي أمريكي.